# Boudy-de-Beauregard
Boudy-de-Beauregard – miejscowość i gmina we Francji, w regionie Nowa Akwitania, w departamencie Lot i Garonna.
Według danych na rok 1990 gminę zamieszkiwały 314 osoby, a gęstość zaludnienia wynosiła 31 osób/km² (wśród 2290 gmin Akwitanii Boudy-de-Beauregard plasuje się na 866. miejscu pod względem liczby ludności, natomiast pod względem powierzchni na miejscu 1052.).